# ماتی کازیسکی
ماتی کازیسکی (بلغاری: Матей Казийски متولد ۲۳ سپتامبر ۱۹۸۴ در صوفیا) بازیکن سابق تیم ملی والیبال بلغارستان و بازیکن فعلی باشگاه میلانو است. مادر و پدر ماتی هر دو بازیکن تیم ملی بلغارستان بودند. او به عنوان یکی از بهترین دریافت کننده‌های قدرتی یک دهه اخیر والیبال جهان محسوب می‌شود.

## حرفه‌ای

### باشگاهی
والیبال حرفه‌ای او در سن ۱۱ سالگی با پیوست به باشگاه اسلاویا صوفیه آغاز شد و پس از شش سال حضور در این تیم به بورگاس پیوست و پس از بازی‌های قابل قبول به اسلاویا برگشت. کازیسکی در سال ۲۰۰۵ با پیشنهاد دینامو مسکو با قراردادی به مدت دو به این تیم مطرح پیوست و با این تیم با درخشش خود قهرمان سوپر لیگ والیبال روسیه شد و در همان سال با ۳۷۹ سانتی‌متر ارتفاع پرش یک رکوردار فوق‌العاده را از به جای گذاشت. کازیسکی در فصل ۰۷–۲۰۰۶ بسیار مؤثر ظاهر شد و همراه با دینامو قهرمان جام روسیه شد و کنفدراسیون والیبال اروپا او را بهترین بازیکن اروپا در سال ۲۰۰۶ انتخاب کرد. ماتی در سال ۲۰۰۷ به ترنتینو ایتالیا پیوست و در همان سال اول به همراه ترنتیو موفق به کسب جایزه با ارزش‌ترین بازیکن سری آ - اسکودتوی شد و بعد از پایان فصل برای بار دوم در زندگی حرفه‌ای خود به عنوان بهترین بازیکن والیبال در اروپا در سال ۲۰۰۷ انتخاب شد. در ادامه فصل ۱۰–۲۰۰۹ موفق به کسب قهرمانی باشگاه‌های جهان شد و به عنوان با ارزش‌ترین بازیکن این رقابت‌ها لقب گرفت. کازیسکی برای بار دوم در ترنتینو به عنوان قهرمانی جام باشگاه‌های جهان رسید و در طول فصل قهرمانی سوپر جام و قهرمانی لیگ قهرمانان را برای تیم خود با درخشش برای ترنتینو به ارمغان آورد و در همین سال به عنوان بهترین بازیکن والیبال در بلغارستان انتخاب شد. ماتی در فصل ۱۲–۲۰۱۱ همراه با ترنتینو برای سومین بار قهرمانی مسابقات قهرمانی باشگاه‌های جهان را به دست آورد، این مسابقات که در دوحه قطر برگزار شد در پایان هیئت وی ای سی او را به عنوان بهترین بازیکن مسابقات انتخاب کرد. کازیسکی در نوامبر ۲۰۱۱ موفق به کسب سوپر جام ایتالیا شد و در فوریه همان سال برای دومین بار موفق به کسب جام حذفی ایتالیا گشت.
در اکتبر ۲۰۱۲ ترنتینو برای چهارمین بار موفق به کسب مدال طلا باشگاه‌های جهان با برد ساداکروزیرو شد. کازیسکی در ژانویه ۲۰۱۳ اعلام به ترک این باشگاه ایتالیایی کرد و با پیشنهاد هالک بانک آنکارا به این تیم پیوست و مدال نقره لیگ قهرمانان را در مارس ۲۰۱۴ که در آنکارا برگزار شد به دست آورد. کازیسکی در ادامه به عنوان یار کمکی به الریان رفت و بعد با قراردادی دو ساله به ترنتینو بازگشت.

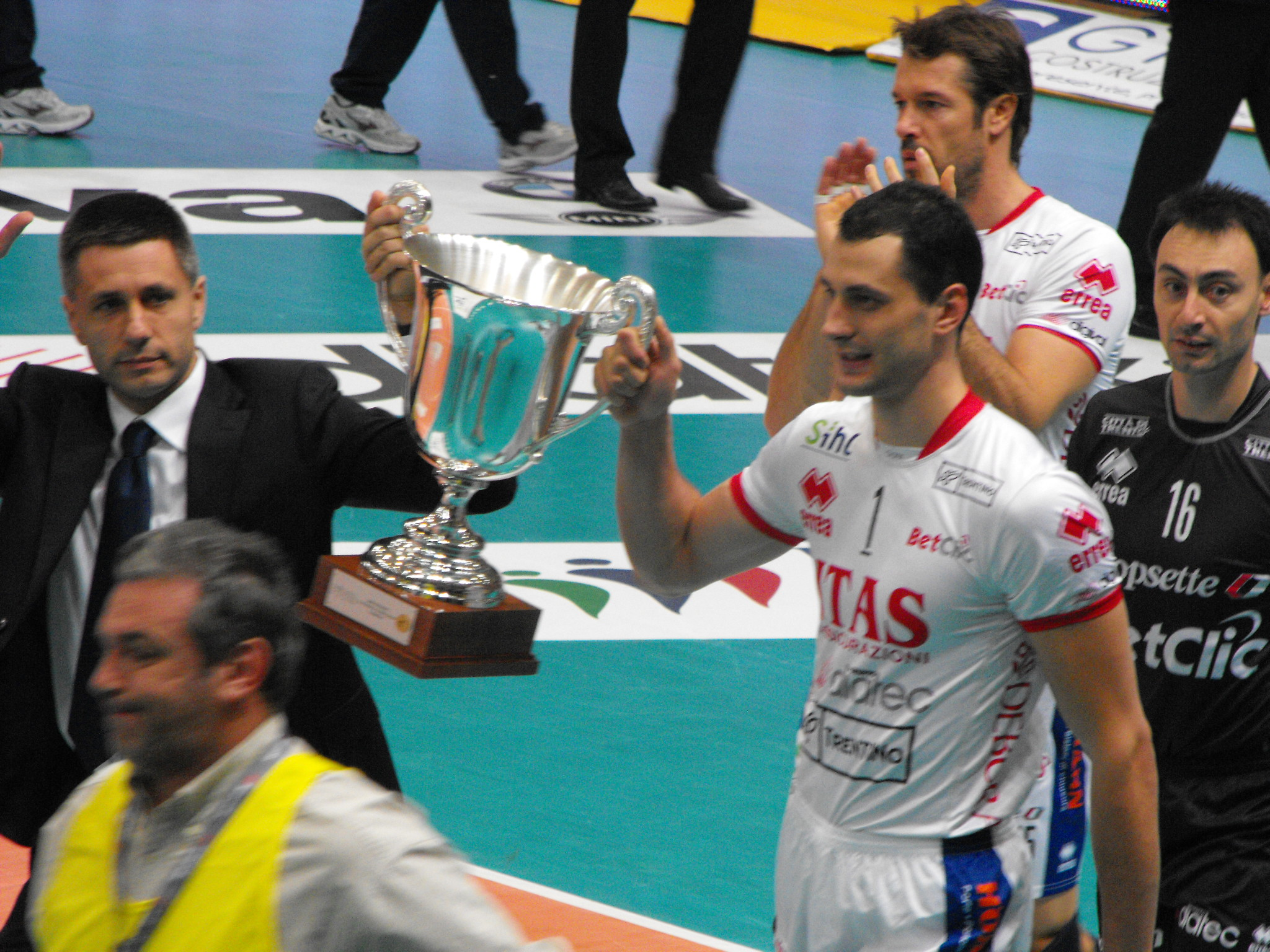
جام قهرمانی باشگاه‌های جهان در دستان کازیسکی و رادوستین استویچف

### ملی
کازیسکی به‌طور منظم در تیم‌های ملی نوجوانان و جوانان بلغارستان بازی کرد. اولین رویداد بزرگ او در مسابقات نوجوانان از کشورهای بالکان در سال ۲۰۰۳ بود و در همن سال مدال برنز مسابقات زیر ۲۱ سال قهرمانی جهان را به دست آورد، او در ادامه با وجود سن جوان خود موفق شد مدال برنز در جام جهانی ۲۰۰۶ ژاپن را به دست آورد و در طول جام جهانی به عنوان بهترین دریافت‌کننده انتخاب شد. کازیسکی در سال ۲۰۰۷ با تیم ملی کشور خود بلغارستان موفق نبود و در لیگ جهانی حذف شد. کازیسکی در سال بعد به دوران خوب خود بازگشت و به بازی‌های المپیک رسید و به یک چهارم نهایی این مسابقات رسید. کازیسکی در سال ۲۰۰۹ به مدال برنز مسابقات قهرمانی اروپا که در ازمیر ترکیه قرار داشت رسید.
کازیسکی در ۱۱ ژوئن ۲۰۱۲ از تیم ملی خداحافظی کرد و دلیل خود را نبودن عدالت و مدیریت قوی در فدراسیون والیبال بلغارستان و نتایج ضعیف تیم ملی عنوان کرد.